# J&R

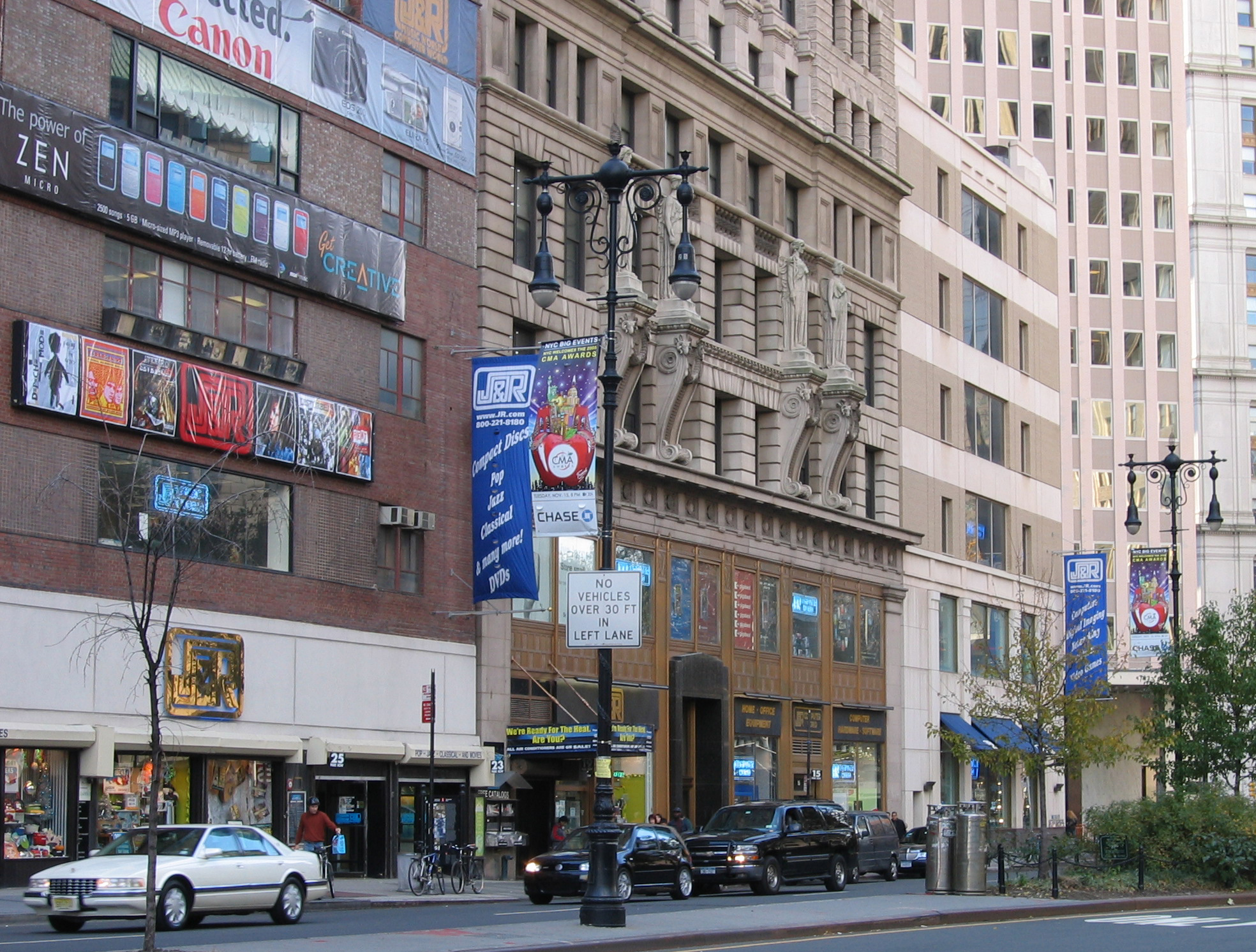
J&R i New York.

J&R är en butik belägen på Park Row i New York, mittemot New York Hall. J&R står för Joe och Rachelle Friedman, som immigrerade från Israel och grundade butiken 1971.